# Farrend Rawson
Farrend James Rawson (11 de julio de 1996) es un futbolista inglés. Juega como defensa central y su equipo actual es el Accrington Stanley] de la English Football League Two.

## Trayectoria
Rawson nació en Nottingham y empezó su  carrera deportiva en el Derby County. El 3 de junio de 2014 fue anunciado que Rawson había  recibido la oferta de un contrato profesional en Derby y que se uniría al club en la categoría sub-21, equipo en el que jugaría para la temporada 2014–15.
Se acomodó en el primer equipo del Derby y debutó profesionalmente como sustituto en la victoria por 1-0 en el Pride Park contra el Charlton Athletic en la segunda ronda de la League Cup el 26 de agosto de 2014.
Rawson firmó en una cesión de 28 días por el Rotherham United de la Championship el 7 de marzo de 2015, debutando el mismo día en un 2-0 que les daría la victoria como visitante contra el Huddersfield Town. Su período de cesión en Rotherham expiró el 4 de abril pero jugó contra el Brighton & Hove Albion dos días más tarde y posteriormente Rotherham afrontó un cargo por jugar el partido con un jugador inelegible. El 24 de abril, Rotherham era perdió los tres puntos conseguidos y Payo una multa de £30,000 por aquel partido.
Rawson retorno a Rotherham en un préstamo de seis meses el 15 de julio de 2015, junto con su compañero Kelle Roos. Firmando nuevamente, entonces el entrenador Steve Evans describió a Rawson como un futuro jugador de la Premier League y ya bio elogió al jugador antes de la cesión denominándolo como un jugador “excepcional”. Rawson anotó su primer gol en un 1–1 contra el Charlton el 12 de septiembre de 2015. El 7 de enero de 2016, el préstamo de Rawson en Rotherham fue ampliado hasta el fin de la temporada, aun así el 22 de febrero de 2016, una cláusula de rescisión fue activada dejando de inmediato Rotherham para volver a Derby.
El 17 de enero de 2017, Rawson se unió a la League One para disputar la temporada en el Coventry City en calidad de cedido.. Rawson  era un jugador clave en copa para Coventry que había ganado la 2017 EFL Trophy Final. El 31 de agosto de 2017, movió su cesión hacia el Accrington Stanley hasta enero de 2018. El 4 de enero de 2018, fichó por el Forest Green Rovers en un contrato de 18 meses.
Rawson fichó por el Mansfield Town el 18 de julio de 2020.

## Estadística de carrera
*Actualizado por última vez el 18 de julio de 2020
| Club                        | Temporada     | Liga          | Liga     | Liga  | FA Cup   | FA Cup | League Cup | League Cup | Otros    | Otros | Total    | Total |
| Club                        | Temporada     | División      | Partidos | Goles | Partidos | Goles  | Partidos   | Goles      | Partidos | Goles | Partidos | Goles |
| --------------------------- | ------------- | ------------- | -------- | ----- | -------- | ------ | ---------- | ---------- | -------- | ----- | -------- | ----- |
| Derby County                | 2014–15       | Championship  | 0        | 0     | 0        | 0      | 0          | 0          | —        | —     | 0        | 0     |
| Derby County                | 2015–16       | Championship  | 0        | 0     | 0        | 0      | 0          | 0          | —        | —     | 0        | 0     |
| Derby County                | 2016–17       | Championship  | 0        | 0     | 0        | 0      | 0          | 0          | —        | —     | 0        | 0     |
| Derby County                | 2017–18       | Championship  | 0        | 0     | 0        | 0      | 0          | 0          | —        | —     | 0        | 0     |
| Derby County                | Total         | Total         | 0        | 0     | 0        | 0      | 0          | 0          | —        | —     | 0        | 0     |
| Rotherham United (cesión)   | 2014–15       | Championship  | 4        | 0     | 0        | 0      | 0          | 0          | —        | —     | 4        | 0     |
| Rotherham United (cesión)   | 2015–16       | Championship  | 16       | 2     | 0        | 0      | 0          | 0          | —        | —     | 16       | 2     |
| Rotherham United (cesión)   | Total         | Total         | 20       | 2     | 0        | 0      | 0          | 0          | —        | —     | 20       | 2     |
| Derby County U23            | 2016–17       | —             | —        | —     | —        | —      | —          | —          | 3        | 0     | 3        | 0     |
| Coventry City (cesión)      | 2016–17       | League One    | 14       | 0     | 0        | 0      | 0          | 0          | 0        | 0     | 14       | 0     |
| Accrington Stanley (cesión) | 2017–18       | League Two    | 12       | 0     | 0        | 0      | 0          | 0          | 2        | 0     | 14       | 0     |
| Forest Green Rovers         | 2017–18       | League Two    | 18       | 1     | 0        | 0      | 0          | 0          | 0        | 0     | 18       | 1     |
| Forest Green Rovers         | 2018–19       | League Two    | 38       | 0     | 2        | 0      | 1          | 0          | 4        | 0     | 45       | 0     |
| Forest Green Rovers         | 2019–20       | League Two    | 30       | 3     | 3        | 0      | 1          | 0          | 0        | 0     | 34       | 3     |
| Forest Green Rovers         | Total         | Total         | 86       | 4     | 5        | 0      | 2          | 0          | 4        | 0     | 97       | 4     |
| Mansfield Town              | 2020–21       | League Two    | 0        | 0     | 0        | 0      | 0          | 0          | 0        | 0     | 0        | 0     |
| Total carrera               | Total carrera | Total carrera | 132      | 6     | 5        | 0      | 2          | 0          | 9        | 0     | 148      | 6     |